# La maschera di carne
La maschera di carne (Footlights) è un film muto del 1921 diretto da John S. Robertson. La sceneggiatura di Josephine Lovett si basa sull'omonimo racconto di Rita Weiman pubblicato sul Saturday Evening Post del 17 maggio 1919.
Ambientato nel mondo del vaudeville e dei palcoscenici di Broadway, il film è una commedia romantica interpretata dalla famosa attrice teatrale Elsie Ferguson.
Nel 1927, la Paramount ne fece un remake con The Spotlight: diretto da Frank Tuttle, il film aveva come protagonista Esther Ralston. Ambedue le pellicole sono considerate perdute.

## Trama
Lizzie Parson, un'attrice di provincia che lavora con buon successo nel vaudeville, si fa notare da Oswald Kane, un agente teatrale. Kane la prende sotto contratto portandola a New York. Qui, la fa passare come una famosa attrice russa, dandole il nome di Lisa Parsinova. La falsa russa diventa una stella della scena di Broadway ma, quando si innamora del ricco Brett Page, comincia a pentirsi della messa in scena. Così, d'accordo con Kane, Lizzie decide di eliminare lo scomodo personaggio fittizio di Lisa e, terminata la stagione teatrale, fa trovare una barca vuota con dentro le vesti di Lisa. Brett si mette disperatamente alla ricerca della donna che ama e che tutti pensano sia annegata. Finalmente, in un ristorante vicino alla ferrovia, trova Lizzie che si presenta come la normale ragazza americana che è. I due possono così convolare a nozze senza imbrogli.

## Produzione
Il film fu prodotto dalla Famous Players-Lasky Corporation.

## Distribuzione
Il copyright del film, richiesto dalla Famous Players-Lasky Corp., fu registrato il 5 ottobre 1921 con il numero LP17034.
Distribuito dalla Famous Players-Lasky Corporation e dalla Paramount Pictures, il film - presentato da Adolph Zukor - uscì nelle sale cinematografiche statunitensi il 1º settembre 1921 o il 2 ottobre 1921. In Danimarca prese il titolo Scenens Blændværk, in Francia quello di Quand le rideau est tombé. In Italia, distribuito dalla Cardinal Production, il film - che ottenne il visto di censura 19459 nell'aprile 1924 - venne ribattezzato La maschera di carne.
Non si conoscono copie ancora esistenti della pellicola che viene considerata presumibilmente perduta.